# Valeč (ort i Tjeckien, Karlovy Vary)
Valeč är en ort i Tjeckien.   Den ligger i regionen Karlovy Vary, i den västra delen av landet, 80 km väster om huvudstaden Prag. Valeč ligger 524 meter över havet och antalet invånare är 379.
Terrängen runt Valeč är kuperad åt nordväst, men åt sydost är den platt. Terrängen runt Valeč sluttar österut. Runt Valeč är det ganska glesbefolkat, med 39 invånare per kvadratkilometer. Närmaste större samhälle är Podbořany, 12,8 km nordost om Valeč. Trakten runt Valeč består till största delen av jordbruksmark.